# Endropiodes versicoloraria
Endropiodes versicoloraria là một loài bướm đêm trong họ Geometridae.